# گودال (مجموعه تلویزیونی)
گودال (به ترکی استانبولی: Çukur) مجموعۀ تلویزیونی اکشن هیجانی و درام ساخت ترکیه به کارگردانی سینان اوزترک و نویسندگی گوک‌خان هورزوم و داملا سریم و تولید آی یاپیم است که اولین قسمت آن در تاریخ ۲۳ اکتبر ۲۰۱۷ از شبکه شو تی‌وی پخش شد. این مجموعه تلویزیونی که شامل ۴ فصل است در ۷ ژوئن ۲۰۲۱ پس از پخش ۱۳۳ قسمت به پایان رسید. گودال در شبکه‌های تلویزیونی Gem و RUBIX پخش شده است.

## داستان
گودال، نام محله‌ای خطرناک در شهر استانبول است که توسط خانوادهٔ مافیایی به نام کوچووالی اداره می‌شود. یک روز، شخصی به نام وارتولو سعادت‌الدین ارکان کولچاک کوستندیل که یک فروشنده مواد مخدر است، به این محله می‌آید و به ادریس کوچووالی ارجان کسال که صاحب یا پدر محله این محله است، پیشنهاد فروش مواد مخدر در این محله را می‌دهد. اما این محله، با اینکه بیشتر اهالی‌اش اسلحه دارند، قوانین خاصی دارد و یکی از آن‌ها ممنوعیت فروش مواد مخدر در آن است. ادریس نمی‌پذیرد و وارتولو عصبانی می‌شود و این عصبانیتش باعث کشتن قهرمان کوچووالی مصطفی اوستونداع پسر ادریس می‌شود. خانواده کوچووالی که احساس می‌کنند، کنترل محله از دست آن‌ها خارج شده، پسر کوچکشان یعنی یاماچ که ده سال است از آن‌ها دور شده را برمی‌گردانند، تا با کمک او مشکلات را حل کنند، اما گویا مشکلات در این محله تمامی ندارد…
خلاصه فصل اول:
وارتولو سعادالدین، تولیدکننده مواد مخدر به محله مافیایی گودال که توسط ادریس کوچووالی رهبری می‌شود می‌آید و به او پیشنهاد می‌دهد تا به او اجازه دهد در محل مواد مخدر تولید کند و محله از او در برابر خطرات پلیس محافظت کند و در عوض سهمی از فروش مواد (خارج از گودال) را بپردازد ولی ادریس کوچووالی مخالفت می‌کند و وارتولو عصبانی می‌شود و جنگی بین او و گودال اتفاق می‌افتد و شروع جنگ با کشته شدن پسر دوم ادریس کوچووالی (قهرمان) اتفاق می‌افتد. خانواده کوچووالی پسر کوچکترشان یاماچ را که ده سال پیش از خانه رفته را برمی‌گردانند تا با کمکش مشکلات را حل کنند و رهبری خانواده و محله را به‌دست می‌گیرد رفته رفته مشکلات جدید تر اضافه می‌شوند و گودال بایستی با دشمنان مختلفی رودررو شود…
دشمنان اصلی این فصل: وارتولو سعادالدین - کومبورگازلی سردار - بایکال کنت - امراه کنت - ناظم کنت - الویس
خلاصه فصل دوم:
پس از ماجرای عروسی خونین، باندی به نام «بره‌های سیاه» با رهبری چتو و ماهسون، که به هیچ اخلاقیاتی پایبند نیستند محله گودال را تحت سلطه خود درمی‌آورند. بخشی از خانواده کوچووالی در عروسی کشته شدند و باقی هم پراکنده‌اند و همه چیز به هم ریخته و از هم پاشیده شده. جومالی پسر اول خانواده کوچووالی از زندان به نحوی فرار می‌کند. در حالی که اهالی گودال دیگر پذیرفته‌اند که باید زیر سلطه بره سیاه‌ها زندگی را ادامه دهند و امید خود را از دست داده‌اند، یاماچ، جومالی و وارتولو (صالح) می‌خواهند محله را نجات دهند اما کار بسیار سختی پیش رو دارند…
دشمنان اصلی این فصل: بره‌های سیاه به رهبری چتو و ماهسون - یوجل - تمساح جلیل-آزر کورتولوش
خلاصه فصل سوم:
پس از آنکه یوجل بعد از کشتن سنا و آکشین برنامه انتقام خود را پیاده می‌کند، حالا ادریس کوچوالی کشته شده(به دست پسرش یاماچ و به اجبار یوجل)  صالح و جومالی و سلیم و  افراد گودال (جلاسون، مکه، امی، کمال و متین) در زندان هستند و به‌طور مرتب افراد اجیر شده آزر کورتولوش در زندان قصد جان آنها را می‌کنند و یاماچ هم بخاطر قتل پدرش دیوانه شده و در تیمارستان ۳ ماه بستری می‌شود. همه چیز از هم پاشیده و آکین (پسر سلیم و نوه ادریس کوچوالی) رهبری گودال و کوچوالی‌ها را به‌دست گرفته، یاماچ حالش بهتر می‌شود و در پی انتقام از عاملان مرگ پدرش است. از طرفی جومالی از زندان دوباره فرار می‌کند و وارتولو (صالح) هم به‌دنبال کسی که فکر می‌کند قاتل پدرش است، به زندان آرموتلو می‌رود…
دشمنان اصلی این فصل: آریک بوکه و چاتای اردنت  - یوجل - آزِر کورتولوش - تمساح جلیل
خلاصه فصل چهارم (طولانی‌ترین فصل):
بعد از چاتای اردنت، سر و کله خانواده اردنت پیدا شده و این بار کوچووالی‌ها و گودال رقیبی سخت‌تر از همیشه دارند که ظاهراً به هیچ عنوان حریفشان نمی‌شوند، آریک بوکه اردنت جای چاتای را گرفته و این بار چنگیز اردنت(پدر اردنت‌ها) هم طرف قضیه است. از طرفی همه فهمیدند که یاماچ ادریس کوچوالی را کشته و جومالی او را از گودال بیرون می‌کند، با این حال یاماچ همچنان از گودال محافظت می‌کند و مجبور می‌شود برای حفاظت از گودال در مقابل چنگیز اردنت سر خم کند و مجبور می‌شود به‌عنوان زیردست او اوامرش را انجام دهد…
در اواسط فصل سر و کله عمو جومالی کوچوالی (برادر بزرگ‌تر ادریس کوچوالی) پیدا می‌شود. او و وارتولو سعادالدین (صالح کوچوالی) در قم همدیگر را پیدا می‌کنند و وارتلو او را به گودال می‌آورد و به خانواده و محله معرفی می‌کند، با این که ظاهراً عمو جومالی نیت خوبی دارد و وارتلو هم به او علاقه و اعتماد کامل دارد، اما او در اصل برای گرفتن انتقام از ادریس کوچوالی به گودال آمده‌است…
دشمنان اصلی این فصل: خانواده اردنت (چنگیز -چاتای- آریک بوکه - کولکان-اوگدای) و عمو جومالی کوچوالی و شهرام گوچر

## فیلم‌برداری
این مجموعۀ تلویزیونی تلویزیونی در محلهٔ گودال  در منطقهٔ گودال تصویربرداری شده‌است. در قسمت اول و دوم فصل اول، برخی از صحنه‌ها در تهران، پایتخت ایران فیلم‌برداری شد و بعضی از صحنه‌های فصل سوم هم  در تهران، پایتخت ایرانبود.

## بازیگران و شخصیت‌ها
شخصیت‌ اول سریال:
| بازیگر            | نقش | حضور از فصل‌ |
| ----------------- | --- | ----------- |
| آراس بولوت اینملی | یاماچ کوچوالی (پسر پنجم خانواده کوچوالی، پسر ادریس و سلطان، برادر جومالی، قهرمان، سلیم و صالح، همسر سابق سنا، معشوقه سابق نهیر، همسر افسون، پدر ماسال و یاماچ، اودر هجده سالگی، گودال و خانواده خود را ترک می‌کند. روزها شیمی‌دان است و شب‌ها موزیسین. به دلیل کشته شدن برادرش، مجبور می‌شود برای کمک و اداره کارها، به گودال برگردد. پس از بازگشت ریاست خانواده را بر عهده می‌گیرد و در کنار برادرانش و گودال با دشمنان مختلف مبارزه می‌کند) | ۱ تا ۴      |

سایر بازیگر‌ها:
| بازیگر              | نقش | فصل‌ها |
| ------------------- | --- | ----- |
| داملا سونمز         | افسون کنت / کوچوالی (دختر بایکال ،همسر و عشق دوم یاماچ، او در ابتدا دشمن گودال است و میخواهد انتقام پدرش را از یاماچ بگیرد اما عاشق یاماچ میشود آن ها باهم ازدواج میکنند و صاحب یک دختر به نام ماسال میشوند) | ۳–۴   |
| مصطفی اوستونداع     | قهرمان کوچوالی (پسر دوم ادریس کوچوالی و همسر ندرت و پدر آجَر و آکشین که توسط افراد وارتولو کشته می‌شود) | ۱     |
| کادیر چرمیک         | اِمی/ مجاهد(صمیمی ترین دوست ادریس و پاشا،او توسط عمو جومالی با شلیک های پشت سر هم کشته می شود.) | ۱–۴   |
| ایرم آلتوغ          | عایشه ییلماز/ کوچوالی (همسر سلیم کوچوالی و مادر کاراجا و آکین. بعد از مرگ سلیم با مرتضی ازدواج می‌کند.و بعد ها توسط شهرام با ۳تیر از پشت کشته می‌شود) | ۱–۴   |
| مفید کایاجان        | عمو جومالی کوچوالی/ خلیل ابراهیم (برادر بزرگ‌تر ادریس کوچوالی که به دلیل خشم از ادریس کوچوالی، پس از سال‌ها بازمی‌گردد و می‌خواهد انتقام از فرزندان ادریس و گودال بگیرد و کاراجا و جلاسون و امی را می‌کشد. در آخر توسط وارتلو و آکین با شلیک‌های متوالی کشته می‌شود) | ۴     |
| مصطفی کیرانتپه      | مدد اینجه (وفادارترین آدم وارتولو) | ۱–۴   |
| جم اوسلو            | متین یامان (برادر کمال و یکی از افراد یاماچ که بسیار به یاماچ و کوچوالی‌ها وفادار است) | ۱–۴   |
| بونجوک ییلماز       | سعادت کوچوالی (همسر صالح (وارتولو) و مادر ادریس (پسر صالح و نوه ادریس کوچوالی) | ۱–۴   |
| آیتاچ اوشون         | مِکه/ مصطفی دربند (پسر محی الدین، از افراد یاماچ و صمیمی‌ترین دوست جلاسون) | ۱–۴   |
| اجه یاشار           | کاراجا کوچوالی (نوه ادریس کوچوالی و دختر سلیم او توسط عمو جومالی کوچوالی خفه و کشته می‌شود) | ۱–۴   |
| چاعری آتاکان        | رمزی (یکی از اهالی قدیمی گودال که نفوذی یوجل بود و بسیار پول‌پرست بود او پس از آزادی از زندان به ملاقات کولکان اردنت رفت و دیگر هیچ‌وقت دیده نشد) | ۱–۴   |
| برکای آتش           | ماهسون/فکرت جانسِوَن (دشمن گودال و کوچوالی‌ها و یکی از افراد بره‌های سیاه که با گودال و کوچوالی‌ها مبارزه می‌کند و بعداً پس از نابودی بره‌های سیاه و پیدا کردن پدر و مادرش و مرگ سنا بعد از گذشت مدتی به یاماچ کمک می‌کند و مثل سایه او می‌شود و چندین بار هم جانش را از مرگ حتمی نجات می‌دهد. او پس از اعتراض بره‌های سیاه بازمانده از یاماچ خداحافظی کرد و برای همیشه از گودال رفت تا یک محله جدید برای خودشان بسازند و دیگر در فیلم دیده نشد) | ۲–۳   |
| جهانگیر جیهان       | آذر کورتولوش (دشمن گودال و کوچوالی‌ها و از بزرگ‌ترین مافیای مواد مخدر. در روز عروسی با کاراجا توسط او با شلیک اسلحه کشته می‌شود) | ۲–۴   |
| احمد شنکایا         | فرهاد (از اهالی گودال) که به صالح کوچووالی وفادار است. | ۲–۴   |
| هازال سوباشی        | نهیر بورسالی (مادر پسر یاماچ که در قسمت آخر بچه اش را دست افسون می‌سپارد و اسم او را یاماچ می‌گذارد و به دلیل ابتلا به سرطان می‌میرد) | ۳–۴   |
| باریش آردوچ         | آریک بوکه اردنت (سومین پسر چنگیز اردنت برادر چاتای برادر ناتنی اوگدای و کولکان توسط جومالی به دلیل شلیک‌های پشت سر هم و سقوط از پشت بام کشته می‌شود) | ۳–۴   |
| نجات ایشلر          | چاتای اردنت(دومین پسر چنگیز اردنت برادر آریک بوکه و برادر ناتنی اوگدای و کولکان. او توسط یاماچ، جومالی، متین و آکین منفجر می‌شود) | ۳–۴   |
| نور سورر            | فادیک کورتولوش (مادر آذر کورتولوش) | ۳–۴   |
| فرید کایا           | مرتضی سورلو (قاتل شنول اوستا و همسر دوم عایشه و نجات دهنده جان یاماچ و از افراد پاشا او پس از مرگ عایشه خودکشی می‌کند) | ۳–۴   |
| ایلکای آکداعلی      | ندیم (دست راست خلیل ابراهیم و توسط وارتولو کشته می‌شود) | ۳–۴   |
| اوعور اصلان         | امیر وارول (یکی از اهالی گودال و خبرنگار او توسط آریک بوکه اردنت کشته می‌شود) | ۳–۴   |
| آیلین انگور         | جنت هاتیرسای (خدمتکار خانه کوچوالی‌ها و معشوقه مدد) | ۳–۴   |
| مرال چتین‌کایا       | مقبوله کنت(مادر بزرگ افسون و مادر بایکال خان او توسط افسون کشته می‌شود) | ۳–۴   |
| مصطفی آوکیران       | چنگیز اردنت(از دشمنان گودال و پدر چاتای و آریک بوکه و اوگدای و کولکان. در حالی که فکر کرد یاماچ و جومالی و آکین او را مسموم کرده‌اند، خودکشی می‌کند) | ۴     |
| ایرم ساک            | سِرَن اردنت(برادرزاده چنگیز اردنت او توسط چاتای اردنت کشته می‌شود) | ۴     |
| گنجو اوزاک          | کولکان اردنت(چهارمین پسر چنگیز اردنت برادر اوگدای و برادر ناتنی چاتای و آریک بوکه او توسط افسون با شلیک‌های پشت سر هم کشته می‌شود) | ۴     |
| باقی داوراک         | اوگدای اردنت(اولین پسر چنگیز اردنت برادر کولکان و برادر ناتنی چاتای و آریک بوکه او توسط یاماچ، جومالی و آکین به دار آویخته شده و کشته می‌شود) | ۴     |
| گامزه دوغان‌اوغلو    | یاسمین کوچوالی (همسر آکین) | ۴     |
| سارپ آک‌کایا         | شهرام گوچر (شریک عمو جومالی کوچوالی/خلیل ابراهیم، رهبر یک گروه موتور سوار که برای نابود کردن گودال به کمک او آمد او توسط وارتولو، یاماچ، جومالی و آکین، در کنار افرادش تیرباران می‌شود) | ۴     |
| بگوم آک‌کایا         | سحر (دوست دختر علیچو و عاشق علیچو، در ابتدا با بچه‌هایش به خانه علیچو پناه می‌آورد و بعد بیشتر با علیچو و کوچووالی‌ها و گودال آشنا می‌شود) | ۴     |
| اوعور ییلدیران      | کمال یامان(برادر متین یامان و یکی از وفادارترین افراد نزدیک به کوچوالی‌ها و یاماچ که نسبت به اهالی گودال از هنر رزمی بیشتری برخوردار بود. توسط آذر کورتولوش برای دفاع از یاماچ کشته می‌شود) | ۱–۳   |
| تانسو بیچر          | یوجل تانسوی (یکی از بدترین دشمنان گودال و کوچوالی‌ها که به دلیل قتل پدرش توسط ادریس کوچوالی برای انتقام بر می‌گردد و قصد کشتن همه کوچوالی‌ها را دارد و سنا و آکشین را می‌کشد ولی در راه کشتن علیچو و آکین کوچوالی موفق نمی‌شود. او توسط یاماچ با شلیک‌های پشت سر هم کشته می‌شود) | ۲–۳   |
| احمد ملیح ییلماز    | تمساح/ جلیل (از دشمنان گودال و قاچاقچی. او توسط وارتلو با شلیک به مغزش کشته می‌شود) | ۲–۳   |
| هاره سورل           | داملا کوچوالی (دختر رئیس اولوچ و همسر جومالی و عروس کوچوالی‌ها و مادر آسیه که زنی شجاع و قوی است و حتی در مبارزات مسلحانه به کوچووالی‌ها کمک می‌کند.) | ۲–۴   |
| ایلایدا آلیشان      | آکشین کوچوالی (نوه ادریس کوچوالی و همسر جلاسون. او توسط یوجل به دلیل تزریق مواد کشته می‌شود) | ۱–۲   |
| ارکان آوجی          | چِتو (از دشمنان گودال و رهبر اصلی بره‌های سیاه که کوچک‌ترین اخلاقیاتی نداشت. او توسط ماهسون/فکرت با شلیک اسلحه کشته می‌شود) | ۲     |
| محمت ییلماز آک      | اَرسوی (دست راست چتو و ماهسون که پس از خیانت توسط چتو کشته می‌شود) | ۲     |
| آلپرن دویماز        | امراه آلپ کنت(برادر ناتنی سنا، افسون، ناظم و پسر بایکال او توسط ناظم مسموم و کشته می‌شود) | ۱     |
| نبیل سایین          | محی‌الدین دربند (آرایشگر و پدر مکه. او در شب عروس آکشین و جلاسون توسط باند بره‌های سیاه کشته می‌شود) | ۱     |
| بوراک سرگن          | بایکال کنت(یکی از قدرتمندترین و بدترین دشمنان گودال، پسر مقبوله کنت و پدر امراه، ناظم و افسون. او توسط مافیای روس کشته می‌شود) | ۱     |
| محمت بوزدوغان       | کومبورگازلی سردار (یکی از دشمنان گودال که توسط سلیم خفه و کشته می‌شود) | ۱     |
| سایگین سویسال       | الویس (از دشمنان گودال و از شرکای بین‌المللی بایکال کنت که توسط امراه کشته می‌شود) | ۱     |
| چتین ساریکارتال     | پاشا/ جهانگیر شاهین (کسی که کارش مافیای اسلحه در گودال است و دوست صمیمی امی و ادریس او در شب عروسی آکشین و جلاسون توسط بره‌های سیاه کشته می‌شود) | ۱     |
| زینب کومرال         | ندرت کوچوالی (همسر قهرمان کوچوالی و عروس ادریس کوچوالی و مادر آکشین و آجَر. او در شب عروسی آکشین و جلاسون توسط باند بره‌های سیاه کشته می‌شود) | ۱     |
| احمد تانسو تاشانلار | ناظم کنت(وکیل و یکی از دشمنان گودال و پسر بایکال و برادر امراه و افسون او توسط امراه با شلیک اسلحه به وسط پیشانی اش کشته می‌شود) | ۱     |
| دوغان جان ساریکایا  | آجار کوچوالی (پسر ندرت و قهرمان و نوه ادریس کوچوالی او در شب عروسی آکشین و جلاسون توسط باند بره‌های سیاه کشته می‌شود) | ۱     |
| گامزه دار           | مهربان حلواجی (مادر صالح /وارتلو او توسط همسر خود با شلیک اسلحه کشته می‌شود) | ۱     |
| الیف دوعان          | هاله آتیک (دختر خبرنگار که عاشق علیچو می‌شود او توسط لاز و به دستور بایکال کنت کشته می‌شود) | ۱     |
| دیلان چیچک دنیز     | سنا کوچوالی(عشق و همسر اول یاماچ، او توسط یوجل در یک محفظه پر از آب خفه و کشته میشود.) | ۱-۲   |

## انتشار
| فصل   | روز و ساعت انتشار | شروع فصل        | پایان فصل           | قسمت‌های پخش شده | دامنه قسمت | سال پخش   | شبکه تلویزیونی |
| ----- | ----------------- | --------------- | ------------------- | --------------- | ---------- | --------- | -------------- |
| فصل ۱ | دوشنبه ۲۰:۰۰      | ۲۳ اکتبر ۲۰۱۷   | ۱۱ ژوئن ۲۰۱۸        | ۳۳              | ۳۳–۱       | ۲۰۱۸–۲۰۱۷ | شو تی‌وی        |
| فصل ۲ | دوشنبه ۲۰:۰۰      | ۱۷ سپتامبر ۲۰۱۸ | ۲۷ مه ۲۰۱۹          | ۳۴              | ۶۷–۳۴      | ۲۰۱۹–۲۰۱۸ | شو تی‌وی        |
| فصل ۳ | دوشنبه ۲۰:۰۰      | ۱۶ سپتامبر ۲۰۱۹ | ۱۶ مارس ۲۰۲۰        | ۲۵              | ۹۲–۶۸      | ۲۰۲۰–۲۰۱۹ | شو تی‌وی        |
| فصل ۴ | دوشنبه ۲۰:۰۰      | ۷ سپتامبر ۲۰۲۰  | ۷ ژوئن ۲۰۲۱ (فینال) | ۳۹              | ۱۳۱–۹۳     | ۲۰۲۱–۲۰۲۰ | شو تی‌وی        |

## انتشار کتاب
گوک‌خان هورزوم (به ترکی استانبولی: Gökhan Horzum) که همچنین فیلم‌نامه‌نویس این مجموعۀ تلویزیونی است، کتابی را دربارهٔ اولین فصل از این مجموعۀ تلویزیونی با عنوان بازگشت یاماچ در اکتبر سال ۲۰۱۹ منتشر کرد. طراحی جلد کتاب توسط سرچین چابوک و بانو اوستونداع هاتیپ انجام شده‌است.

## بررسی‌ها
گودال برخلاف مجموعۀ تلویزیونی‌های ترکی دهه ۲۰۰۰ که به فرهنگ محله می‌پردازد، داستانی دارد که محله را به یک تصویر بد (گودال) تقلیل می‌دهد. نوردان گوربیلک با اختصاص بخشی جداگانه به این خط در اثر خود با عنوان زندگی دوم، دربارهٔ «خانواده، مردانگی و مجموعۀ تلویزیونی مافیایی» اظهار نظر کرد. در مجموعۀ تلویزیونی ابتدا قهرمان داستان خانه را ترک می‌کند و سپس به عنوان ناجی به محله در معرض تهدید بازمی‌گردد. گوربیلک این را به عنوان یک داستان بازگشت کلاسیک تعبیر می‌کند و آن را نسخه‌ای محبوب از روایت «مردی که به خانه برمی‌گردد» ارزیابی می‌کند. به گفته وی، موسیقی این مجموعۀ تلویزیونی (عمدتاً ترانه‌های گازاپیزم و ایپیو) که با صحنه‌های خشونت آمیخته می‌شود، قطعات رپی هستند که به موسیقی مبارزات نزدیک تبدیل شده‌اند. در مجموعۀ تلویزیونی نام مبارزه وارثان (خود و فرزندان ناتنی) که با تصویر پدر و سقوط پدر ایجاد شده‌است، «دعوای برادران» است. از سوی دیگر، کسانی که تحت فرمان بابا (ادریس و همکاران) و رهبر محله (یاماچ و همکاران) هستند، به عنوان ناجیان و محافظان فقرا (محله)، «بچه‌های بی‌پدر» هستند. به گفته گوربیلک، محله در مجموعۀ تلویزیونی «فضای آزادشده» دیده می‌شود و واقعیت ناامیدی مردم را به نظم پدری و مردانگی (محله) متصل می‌کند.
یوکسل آیتوع، نویسنده روزنامه صباح مدعی شد که شخصیت سلیم کوچووالی همجنس‌گرا بوده‌است.

## پخش‌های بین‌المللی
ایران : گروه تلویزیونی جم در چند شبکه، این مجموعۀ تلویزیونی را با دوبله فارسی از نوروز سال ۱۳۹۹ پخش می‌کرد. این مجموعۀ تلویزیونی در تابستان سال ۱۴۰۱ از شبکه جم روبیکس بازپخش شد .
اتیوپی : شبکه تلویزیونی کنا تی‌وی، این مجموعۀ تلویزیونی را به زبان امهری از سال ۲۰۱۸ پخش می‌کرد.